# Jánovce (Galanta)
Jánovce (bis 1993 slowakisch „Janovce“ – bis 1927 „Jánošovce“; ungarisch Jánosháza oder Dunajánosháza) ist eine Gemeinde im Westen der Slowakei mit 515 Einwohnern (Stand 31. Dezember 2024), die zum Okres Galanta, einem Teil des Trnavský kraj, gehört.

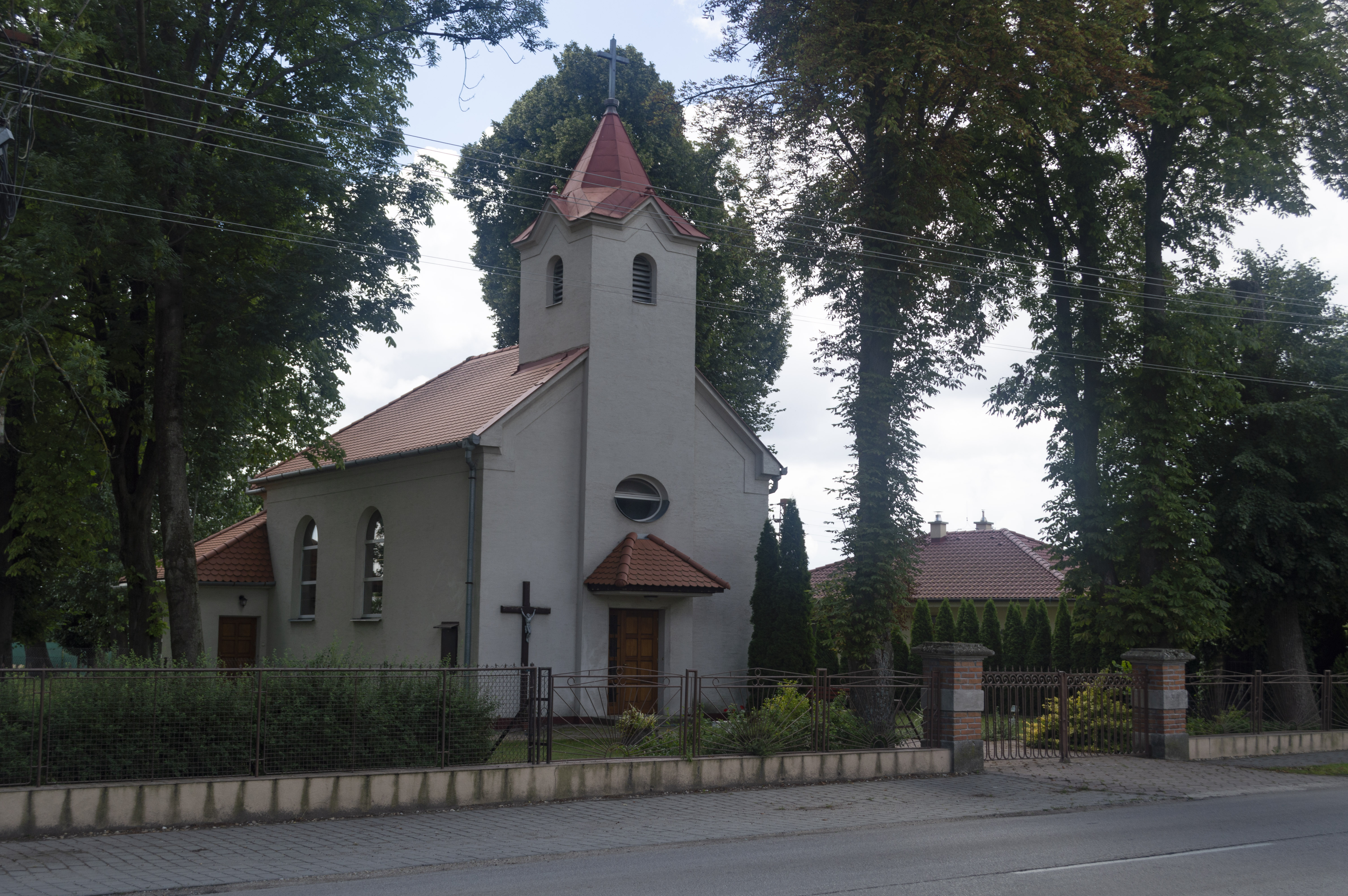
Kirche im Ort

## Geographie
Die Gemeinde befindet sich im slowakischen Donautiefland auf dem Landstrich zwischen der Čierna voda nördlich und der Kleinen Donau südlich des Ortes. Das Gemeindegebiet ist eben, von Au- und Schwarzböden bedeckt und deshalb intensiv landwirtschaftlich genutzt; entlang des kleinen Baches Ereč befinden sich Überreste des ursprünglichen Auwalds. Das Ortszentrum liegt auf einer Höhe von 120 m n.m. und ist 13 Kilometer von Senec, 18 Kilometer von Galanta sowie 37 Kilometer von der Hauptstadt Bratislava entfernt.
Nachbargemeinden sind Pusté Úľany im Norden, Veľké Úľany im Osten, Jelka im Süden und Kráľová pri Senci im Westen.

## Geschichte
Das heutige Gemeindegebiet war im Spätmittelalter Teil des Guts der Ofener, später Pressburger Klarissen. Im 16. Jahrhundert erwarb das Adelsgeschlecht Pálffy den Boden und errichtete im 17. Jahrhundert einen Meierhof, der im Volksmund Jánosház hieß. Durch Ansiedlung von Untertanen-Familien aus umliegenden Dörfern kam es schließlich 1792 zur Gründung einer eigenständigen Gemeinde, die ihren Namen nach dem Besitzer, Johann Pálffy dem Jüngeren, erhielt. 1808 ist der Name Jánosháza vel Apácza-körmösd überliefert. 1828 zählte man 19 Häuser und 136 Einwohner.
Bis 1918 gehörte der im Komitat Pressburg liegende Ort zum Königreich Ungarn und kam danach zur Tschechoslowakei beziehungsweise heute Slowakei. Auf Grund des Ersten Wiener Schiedsspruches lag er 1938–45 noch einmal in Ungarn.

## Bevölkerung
| Jahr                | 1994 | 2004    | 2014    | 2024    |
| ------------------- | ---- | ------- | ------- | ------- |
| Anzahl der Personen | 421  | 449     | 492     | 515     |
| Unterschied         |      | +6,65 % | +9,57 % | +4,67 % |

| Jahr                | 2023 | 2024    |
| ------------------- | ---- | ------- |
| Anzahl der Personen | 511  | 515     |
| Unterschied         |      | +0,78 % |

Gemäß der Volkszählung 2011 wohnten in Jánovce 462 Einwohner, davon 344 Slowaken, 107 Magyaren, jeweils zwei Roma und Tschechen sowie jeweils ein Deutscher und Ukrainer. Zwei Einwohner gaben eine andere Ethnie an und 41 Einwohner machten keine Angabe. 309 Einwohner bekannten sich zur römisch-katholischen Kirche, 35 Einwohner zur evangelischen Kirche A. B. und jeweils ein Einwohner zu den Zeugen Jehovas, zur evangelisch-methodistischen Kirche, zur griechisch-katholischen Kirche, zur orthodoxen Kirche sowie zur reformierten Kirche; zwei Einwohner bekannten sich zu einer anderen Konfession. 72 Einwohner waren konfessionslos und bei 39 Einwohnern ist die Konfession nicht ermittelt.

## Bauwerke
- römisch-katholische Kirche Maria vom Rosenkranz